# Wielosensorowy System Rozpoznania i Dozorowania
Wielosensorowy System Rozpoznania i Dozorowania (WSRiD) - polski transporter opancerzony z system rozpoznania, służący do wsparcia i ochrony działań bojowych wojska. Produkowany przez Rosomak S.A. z udziałem firm Elbit Systems i Wojskowych Zakładów Łączności. Zaprezentowany w 2011 na XIX Międzynarodowym Salonie Przemysłu Obronnego w Kielcach.

## Historia
W czasie ustalania przez wojsko wymagań tzw. pakietu afgańskiego dla wozów Rosomak, zgłoszono potrzebę posiadania pojazdu z systemem rozpoznania. Zadaniem WSRiD miało być zabezpieczenie działających w terenie sił bojowych, prowadzenie osłony stanowisk postoju, tymczasowych baz, prowadzenia rozpoznania w tym powietrznego i analiza uzyskanych danych. Zaplanowano nabycie dwóch zestawów zbudowanych na KTO Rosomak. Przetarg ogłoszono w czerwcu 2010, dostawę zaplanowano na koniec sierpnia 2011. W przetargu wzięły udział dwa podmioty: MAW Telecom z WB Electronics i AMZ-Kutno oraz: Elbit Systems i Wojskowe Zakłady Łączności Nr 1. 18 listopada 2010 wyłoniono zwycięzcę przetargu, zostało nim konsorcjum Elbit. Terminu dostawy w sierpniu 2011 nie udało się jednak dotrzymać, gdyż jeszcze jesienią 2011 pojazdy przechodziły próby zdawczo-odbiorcze, a w maju 2012 roku jeden z pojazdów ciągle znajdował się w zakładach w Siemianowicach Śląskich. Do testowania zestaw trafił pod koniec kwietnia 2013.

## Konstrukcja
Pojazd został zbudowany na podstawowym zmodernizowanym podwoziu KTO Rosomak. Podstawowe elementy wyposażenia wozu to:
- stabilizowana głowica optoelektroniczna,
- kamera termowizyjna,
- kamera dzienna,
- dalmierz laserowy,
- stacja radiolokacyjna pola walki (węgierskiej firmy Pro Patria Electronics Ltd.)[4],
- kilka bezpilotowych środków rozpoznawczych BSL typu FlyEye produkcji WB Electronics[8][9],
- system samoobrony Obra-3,
- wynośny system samoosłony służący do monitorowania ruchu w otoczeniu wozu,
- zestaw odbioru zobrazowania,
- przenośne głowice obserwacyjne,
- czujniki akustyczno-sejsmiczne,
- Głowica i radiolokator umieszczone na podnoszonym, 5-metrowym maszcie[10][7].

System jest obsługiwany za pomocą 4 stanowisk:
- dowódcy załogi,
- operatora głowicy i radaru,
- operatora systemów wynośnych,
- kierowcy transportera[11].

Wielosensorowy Systemu Rozpoznania i Dozorowania, jest jednym z dwóch tego rodzaju egzemplarzy znajdujących się obecnie w Wojskach Lądowych, w 17 Wielkopolskiej Brygadzie Zmechanizowanej oraz 12 Brygadzie Zmechanizowanej.